# Vincenzo Bellezza
Vincenzo Bellezza (Bitonto, 17 febbraio 1888 – Roma, 8 febbraio 1964) è stato un direttore d'orchestra italiano.

## Biografia

### Gli inizi
Iniziò a studiare musica con l'aiuto del padre Nicola, un istruttore di bande. Giovanissimo, iniziò a studiare violino, e riuscì a vincere una borsa di studio per il conservatorio S. Pietro a Maiella di Napoli. Studiò quindi violino, organo, pianoforte e direzione d’orchestra. Si diplomò quindi in composizione e direzione d'orchestra. L'insegnamento rigido ricevuto al conservatorio e al teatro San Carlo gli giovò moltissimo.
Esordì proprio al San Carlo come direttore nel 1908 con l'Aida di Verdi. Dal 1911 al 1914 divenne direttore della compagnia italiana dell'opera comica Caramba-Scognamiglio debuttando al Politeama Rossetti di Trieste. Ciò gli permise di iniziare un'intensa attività, dirigendo opere, soprattutto di Franz Lehár, facendosi notare in Italia ma anche all'estero: condotto al Teatro Colón di Buenos Aires dall'impresario Walter Mocchi, fu notato da Enrico Caruso che gli propose di seguirlo a New York per due concerti al Metropolitan nel marzo 1918 e per un tour di concerti in altre città degli Stati Uniti. Al teatro San Carlo si esibì alternandosi con Pietro Mascagni con cui strinse una profonda amicizia. Lavorò anche con Giacomo Puccini, Umberto Giordano, Ottorino Respighi e Richard Strauss.

### Il successo
Il 5 aprile 1921, in presenza dell'autore, diresse una memorabile Manon Lescaut di Puccini al Teatro Costanzi di Roma. L'esecuzione che lo portò al successo avvenne il 10 gennaio 1922 con la rappresentazione del Falstaff di Verdi sempre al Teatro Costanzi. La critica del tempo fu unanime nel riconoscergli "fine eleganza e profondo sentimento", "una guida appassionata ed esuberante; chiarezza di ritmi e slancio appassionato nelle pienezze melodiche"; ammirati furono "la battuta larga, eloquente; gli attacchi sicuri; l'intuito mirabile, la magnifica comunicativa; il calore tutto meridionale che ricordava Leopoldo Mugnone". Ripeté lo stesso successo all'esecuzione della Madama Butterfly, sempre nel 1921 e della Carmen interpretata da Gabriella Besanzoni. Il 2 marzo 1922 diresse anche Il cavaliere della rosa, recente produzione di Strauss. La sua esecuzione fu giudicata superiore perfino a quella del 1911 diretta dallo stesso autore. Preparò e diresse il commento musicale del film Theodora e il 12 aprile diresse la prima esecuzione assoluta di Isabella Orsini di Renato Brogi.

### In Sud America
Successivamente partì per il Sud America per lavorare al Colòn di Buenos Aires, dove diresse tra l'altro Dolores di Tomas Breton, La Scuola del Villaggio, di Felix Weingartner, e Giulietta e Romeo di Riccardo Zandonai. Quest'ultima opera ebbe gran successo e fu replicata con lo stesso successo al Teatro Massimo di Rio de Janeiro. Sempre al Colòn diresse in prima esecuzione Fior di Neve di Costantino Gaito. Ne 1923 tornò in Italia per la stagione lirica del teatro Regio di Parma. Durante questa stagione ricevette giudizi più che positivi da Bruno Barrili e Renzo Martini. Il primo affermò che la sua "bacchetta nitida ed energica" era riuscito a valorizzare i pochi elementi artisticamente validi degli Ugonotti di Meyerbeer; il secondo riconobbe a lui soltanto il trionfo della Manon Lescaut di Puccini. Terminata la stagione a Parma tornò nuovamente al Colón dove diresse con successo Manon di Jules Massenet, I Compagnacci di Riccitelli, Le Furie di Arlecchino e Nazdah di Athos Palma; queste ultime due in prima esecuzione assoluta. Sempre al Colón si esibì in un concerto e diresse in prima esecuzione il Notturno e Rondò fantastico di Pick-Mangiagalli e le Antiche Danze e Arie per liuto di Respighi. Il 7 settembre 1924 a Rio de Janeiro, diresse in prima esecuzione Saldunes del musicista brasiliano Leopoldo Miguez, replicata poi a San Paolo.

### Il ritorno in Italia, in Europa e la carriera al Metropolitan Opera

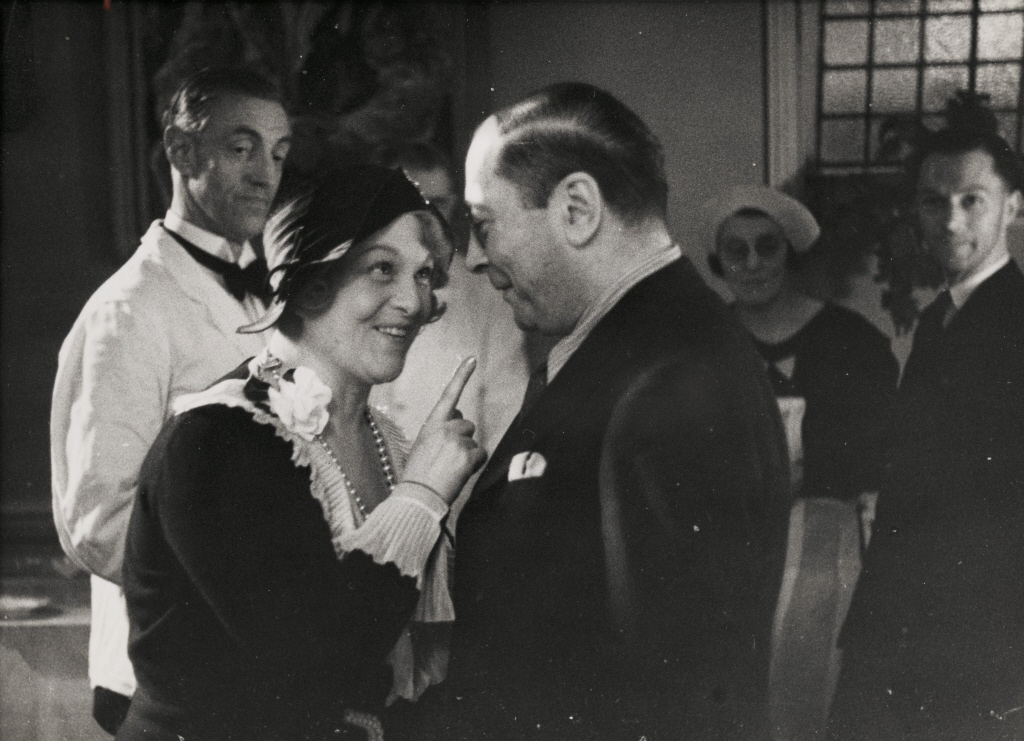
Margaret Sheridan con Vincenzo Bellezza, 1938. Fotografia di Erich Salomon

Successivamente fu richiesto al Gran Teatre del Liceu di Barcellona, dove diresse Suor Beatrice di Antonio Marqués e Madama Butterfly, in memoria di Giacomo Puccini da poco scomparso. Il 29 aprile 1925 diresse al Politeama di Firenze la prima esecuzione della Cena delle Beffe di Giordano ed in novembre la prima rappresentazione nel Teatro Comunale di Bologna di "La cena delle beffe". Lavorò anche al Covent Garden, dove collaborò per più di un trentennio eseguendo oltre cento rappresentazioni.
Nel 1926 diresse Mefistofele di Arrigo Boito e L'Heure espagnole di Maurice Ravel. Nel 1929 dirige la ripresa nel Royal Opera House di Londra di Norma con Rosa Ponselle.
Fu quindi notato dall'impresario Giulio Gatti Casazza, che gli offrì una scrittura per il Metropolitan di New York, ove nel novembre 1926 esordi con I gioielli della Madonna di Ermanno Wolf-Ferrari con Giovanni Martinelli per poi dirigere Rigoletto con Giuseppe De Luca e Giacomo Lauri-Volpi, Madama Butterfly con Beniamino Gigli, La bohème con Gigli, Lucia di Lammermoor con Ezio Pinza, Cavalleria rusticana e Pagliacci, in dicembre La forza del destino con la Ponselle, Martinelli, Pinza e Lawrence Tibbett, nel 1927 il New Year Holiday Concert, Il barbiere di Siviglia con De Luca, Amelita Galli-Curci e Pinza, Il trovatore, Gianni Schicchi, Boris Godunov con Fyodor Chaliapin e Tosca, nel 1928 La rondine con Lucrezia Bori e Gigli, Norma, Aida ed Ernani, nel 1929 La traviata, Andrea Chénier e La fanciulla del West, nel 1930 Le preziose ridicole di Felice Lattuada, nel 1931 Iris e L'oracolo di Franco Leoni e nel 1935 La serva padrona. Il maestro diresse 487 rappresentazioni del Met.
In questo periodo fu amico e sostenitore di Guglielmo Marconi, e fu il primo a collaborare agli esperimenti di Londra sulle trasmissioni musicali attraverso l'etere.
Diresse per la prima volta al teatro Vittorio Emanuele di Rimini la Turandot di Puccini, meritando altri entusiastici elogi dalla critica. Iniziò quindi un periodo di intensa attività lavorativa.
Nel 1938 fu nominato accademico di Santa Cecilia e consigliere a vita.
Lavorò quindi prevalentemente a Roma, al teatro dell’Opera. Nel 1938 dirige la prima rappresentazione nelle Terme di Caracalla  di Lohengrin con Tito Gobbi, nel 1939 dirige la replica nel Teatro Reale dell'Opera di "Andrea Chénier", nel 1940 la ripresa di Elettra, nel 1941 la ripresa di Giulietta e Romeo con Magda Olivero, nel 1942 la prima rappresentazione di Arabella e la replica di "Il barbiere di Siviglia", nel 1944 la première di "Danza dei sette veli", balletto di Aurelio Milloss, su musiche di Johann Strauss II. e le riprese di "Le creature di Prometeo", nel 1945 la ripresa nel Teatro dell'Opera di "Aida", nel 1947 la prima rappresentazione a Caracalla di "Madama Butterfly", nel 1948 la ripresa nelle Terme di Caracalla di "Aida" con Boris Christoff, nel 1950 le riprese di "Aida" nel Teatro dell'Opera con Maria Callas ed Ebe Stignani, nel 1954 la ripresa di La favorita", nel 1955 la ripresa a Caracalla di "Lucia di Lammermoor" con Virginia Zeani e Giuseppe Di Stefano, nel 1957 la ripresa nel Teatro dell'Opera di "La fanciulla del West" con la Olivero e Lauri Volpi e nel 1959 la ripresa a Caracalla di "Rigoletto" con la Zeani e Cornell MacNeil.
Al Teatro La Fenice di Venezia nel 1942 dirige Andrea Chénier e Madama Butterfly con Mafalda Favero e Gobbi e nell'aprile 1943 La fanciulla del West ed Il cavaliere della rosa con Italo Tajo.
Dal 1945 al 1948 fu nominato direttore dell'opera italiana al Cairo, incarico che non gli privò di svolgere la sua attività nei teatri di tutto il mondo e di partecipare per otto anni consecutivi alla stagione lirica del Théâtre de la Monnaie di Bruxelles.
Al Teatro Verdi di Trieste nel 1957 dirige Il trovatore con Leyla Gencer ed Ettore Bastianini, nel 1960 Carmen con Renata Scotto e La traviata con Alfredo Kraus.
Nel 1958 dirige la ripresa nel Teatro Regio di Parma di "Nabucco" con Alfredo Mariotti.
Successivamente lavorò anche a Spoleto. Nel 1963 concluse la sua carriera con la direzione di Simon Boccanegra di Verdi a Spoleto. Morì l'8 febbraio del 1964.